# アーリーン・ブラウン
アーリーン・ブラウン（Earlene Dennis Brown、1935年6月11日 - 1983年5月）は、アメリカ合衆国の陸上競技選手。1950年代から1960年代にかけて活躍したアメリカの投てき選手で、砲丸投と円盤投を専門とした選手である。1960年ローマオリンピックの女子砲丸投で銅メダルを獲得。アメリカの女性砲丸投選手としてただ一人のオリンピックのメダリストである。テキサス州ラレド出身。

## 経歴
ブラウンは、1956年メルボルンオリンピックでは、砲丸投と円盤投の2種目に出場。両種目とも米国新記録の投てきで、砲丸投で6位、円盤投で4位という成績を残す。
ブラウンは、1958年にはアメリカの砲丸投選手としてはじめて50フィート（15.24m）の壁を破り、同年の世界ランク1位に位置した。翌1959年には、パンアメリカンゲームズの砲丸投、円盤投の2種目を制覇するという快挙を達成。翌年のローマオリンピックの砲丸投の銅メダル獲得とつながっていく。
ブラウンは1964年東京オリンピックでは砲丸投で12位と惨敗してしまい、その後、陸上競技から引退する。
ブラウンは陸上競技引退後の1965年から、ローラーゲームの選手としてデビューする。テキサス・アウトローズ、ニューヨーク・ボンバーズ、ロサンゼルス・サンダーバーズに所属。180cm超、110kg超の巨体にもかかわらず、俊敏な動きで相手チームから恐れられた。1974年にはローラーゲームからも引退し、1983年にこの世を去る。彼女の死後、2005年に全米陸上競技殿堂入りを果たしている。

## 自己ベスト
- 砲丸投 - 16m69
- 円盤投 - 53m90

## 主な実績
| 年   | 大会                   | 場所                       | 種目   | 結果 | 記録  |
| ---- | ---------------------- | -------------------------- | ------ | ---- | ----- |
| 1956 | オリンピック           | メルボルン(オーストラリア) | 砲丸投 | 6位  | 15m12 |
| 1956 | オリンピック           | メルボルン(オーストラリア) | 円盤投 | 4位  | 51m35 |
| 1957 | 国際学生スポーツ週間   | パリ(フランス)             | 砲丸投 | 2位  | 14m43 |
| 1959 | パンアメリカンゲームズ | シカゴ(アメリカ合衆国)     | 砲丸投 | 1位  | 14m68 |
| 1959 | パンアメリカンゲームズ | シカゴ(アメリカ合衆国)     | 円盤投 | 1位  | 49m31 |
| 1960 | オリンピック           | ローマ(イタリア)           | 砲丸投 | 3位  | 16m42 |
| 1960 | オリンピック           | ローマ(イタリア)           | 円盤投 | 6位  | 51m29 |
| 1964 | オリンピック           | 東京(日本)                 | 砲丸投 | 12位 | -     |